# Зубович, Иван Герасимович
Иван Герасимович Зубович (1901, Чериков, Могилёвская губерния — 18 июля 1956, Москва) — советский государственный деятель, министр промышленности средств связи СССР (1946—1947). Депутат Верховного Совета РСФСР 2 созыва.

## Биография
Родился в рабочей семье. В 1935 г. окончил Ленинградский индустриальный институт.
Член ВКП(б) с 1930 г.
В 1935—1938 гг. — на ленинградских предприятиях: начальник цеха, начальник производства завода «Электроприбор» (1935—1937), директор завода № 210 им. Козицкого (1937—1938).
В 1938—1939 гг. — начальник 5-го Главного управления Наркомата оборонной промышленности СССР,
в 1939—1940 гг. — начальник 7-го Главного управления Наркомата авиационной промышленности СССР.
С 1940 в Наркомате (Министерстве) электропромышленности СССР:
- в 1940—1941 — заместитель,
- в 1941—1946 — первый заместитель наркома,
- в марте-июне 1946 — заместитель министра.

В 1946—1947 гг. — министр промышленности средств связи СССР.
В 1946—1949 гг. — заместитель председателя Комитета № 2 (Специальный Комитет по Реактивной Технике) при СМ СССР.
В 1949—1953 гг. — заместитель министра вооружения СССР,
в 1949—1951 гг. — одновременно начальник 7-го Главного управления. На посту заместителя министра организовал перестройку значительной части радиотехнической промышленности на разработку и выпуск аппаратуры для ракетной техники, стал инициатором образования крупнейших научно-исследовательских организаций.
В 1953—1956 гг. — директор ЦНИИ № 173 Министерства оборонной промышленности СССР.